# Bebo

Bebo

Bebo är en nätgemenskap liknande Myspace och Facebook  som grundades januari 2005. Det kan användas i många länder, t.ex. Irland, Kanada, USA, Storbritannien, Nya Zeeland och Australien. En polsk version, som använder en annan databas, har också lanserats och det finns planer på franska, tyska och andra versioner. Bebo grundades av det äkta paret Michael och Xochi Birch och hade en stor omlansering i juli 2005. Bebo köptes av America Online den 13 mars 2008 för 850 miljoner dollar.
I juli 2013 köpte Michael och Xochi Birch tillbaka Bebo för 1 miljon dollar med syfte att göra en relansering i ny tappning.
"Bebo" är en backronym for "Blog early, blog often".